# 에르네스토 칸토
에르네스토 칸토 구디뇨(스페인어: Ernesto Canto Gudiño, 1959년 10월 18일 ~ 2020년 11월 20일)는 멕시코의 전직 육상 선수로 주로 20km 경보에 참가했다.
그는 1984년 로스앤젤레스 올림픽에 출전하여 20km 경보에서 금메달을 획득하였다.

## 인물 정보
칸토는 1980년 20km 경보에서 1시간 19분 1초동안 걸어서 세계 최고 기록을 세웠지만, 부상 때문에 모스크바 올림픽 출전 기회를 놓쳤다. 그는 1983년 카라카스에서 열린 팬아메리칸 게임과 헬싱키에서 열린 세계 육상 선수권 대회에서 우승하였다.